# Dapsa spinicollis
Dapsa spinicollis là một loài bọ cánh cứng trong họ Endomychidae. Loài này được Fairmaire miêu tả khoa học năm 1868.